# 長瀞トリックアート有隣倶楽部
長瀞トリックアート有隣倶楽部（ながとろトリックアートゆうりんくらぶ）は、埼玉県秩父郡長瀞町にある、秩父鉄道グループが運営する体験型アートのトリックアート美術館。
2025年9月30日をもって閉館予定。

## 概要
秩父鉄道グループが運営していたレストラン「有隣倶楽部」をリニューアルし、那須とりっくあーとぴあの株式会社エス・デーとフランチャイズ契約を締結し、2023年2月に開業した秩父鉄道グループ秩父鉄道観光バス株式会社（開業当時・秩父観光興業株式会社）が運営するトリックアート美術館である。

## 沿革
前身・有隣倶楽部
- 1928年（昭和3年） - 秩父鉄道株式会社の保養所「有隣倶楽部」開設[3]
- 1980年（昭和55年） - 現在地に移転、団体客専用食事処に転換[3]
- 2022年（令和4年）12月 - 閉館[4]

長瀞トリックアート
- 2023年（令和5年）
  - 2月 - 秩父観光興業株式会社が「長瀞トリックアート有隣倶楽部」を開業[4]
  - 10月 - 秩父鉄道観光バス株式会社が、秩父観光興業株式会社を吸収合併
- 2024年（令和6年）2月 - リニューアルオープン[5]
- 2025年（令和7年）
  - 3月 - 小型犬連れの入場が可能になる[6]。
  - 9月 - 閉館予定[1]。

## 施設概要
江戸タイムスリップゾーン
- 江戸時代にタイムスリップした感覚になる写真を撮れる。

忍者屋敷探索ゾーン
- 忍者になりきった写真を撮れる。

アドベンチャーゾーン
- 断崖絶壁のいかだなど、冒険している感覚になる写真を撮れる。

動物ゾーン
- 巨大な恐竜やキュートな動物たちと写真を撮れる。

## 開館時間・休館日
- 開館時間
  - 10：00 - 16：00（最終入館は15：30）
- 休館日
  - 木曜日が休館であることが多いが、大型連休中などは開館している場合がある。その他臨時休館など詳しくは、公式サイト上に掲載されている営業カレンダーを確認のこと。

## 料金
- 大人：1,000円
- 中高生：700円
- 子ども(3歳以上)：500円
- 幼児(2歳以下)：無料

## アクセス
- 自動車利用
  - 関越自動車道・花園ICより18km
  - 秩父市より13km
- 公共機関利用
  - 秩父鉄道秩父本線・長瀞駅より徒歩10分または、宝登山山麓駐車場（宝登山ロープウェイ）送迎無料バスで「長瀞トリックアート」下車